# 元长命
元长命（？—506年4月22日），河南郡洛阳县（今河南省洛阳市东）人，追尊魏景穆帝拓跋晃曾孙，乐良康王拓跋乐平之子，北魏宗室、官员。

## 生平
元长命承袭了父亲的爵位乐良王。太和年间，北魏朝廷经济困难，魏孝文帝元宏为了南征，用三千匹帛买断了临淮王拓跋提的宗室属籍，又用二千匹缣买断了乐良王元长命的宗室属籍。正始三年三月己卯（506年4月22日），元长命因为杀人被定罪赐死，封国被撤除。
孝昌二年（526年）二月，魏孝明帝元诩下诏恢复元长命的乐良王爵位，以元长命之子元忠承袭为乐良王。